# Svend Aggerholm
Svend Aage Alexandre Reumert Aggerholm (født 19. januar 1875 i Aarhus, død 12. februar 1940 i København) var en dansk skuespiller og teaterdirektør.
Han blev gift 20. juni 1903 med skuespillerinden Ellen Aggerholm i Holstebro.

## Film
- Spionen fra Tokyo (1910)
- De Tre Kammerater (1912)
- Ballettens Datter (1913)
- Hammerslaget (1913)
- Grev Zarkas Bande (1913)
- Livets Blændværk (1913)
- Skyldig? - ikke skyldig? (1913)
- Prinsesse Elena (1913)
- Eventyrersken (1914)
- Expressens Mysterium (1914)
- Addys Ægteskab (1916)
- Pavillonens Hemmelighed (1916)
- Den gamle præst (1939)